# Sentinel Knoll
Der Sentinel Knoll (englisch für Wächterhügel) ist ein 37 m hoher Hügel an der Ingrid-Christensen-Küste des ostantarktischen Prinzessin-Elisabeth-Land. In den Vestfoldbergen ragt er 700 m südlich des westlichen Endes des Dingle Lake auf der Breidnes-Halbinsel auf.
Das Antarctic Names Committee of Australia benannte ihn.